# Antonín Bělohoubek

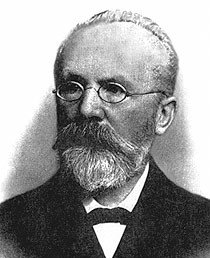
Antonín Bělohoubek

Antonín Bělohoubek (* 28. April 1845 in Jeřice; † 25. Dezember 1910) war ein tschechischer Chemiker.
Bělohoubek war ein Schüler von Karl Josef Napoleon Balling und begann seine wissenschaftliche Karriere 1865 als Demonstrator an der Prager Technischen Universität. 1871 wurde er Dozent und 1880 Professor für angewandte Chemie und Technologie der Fermentation. Von 1894 bis 1895 hatte er den Lehrstuhl für Mikroskopie und Warenkunde inne. Sein Bruder war August Josef Bělohoubek.